# Paral·laxi

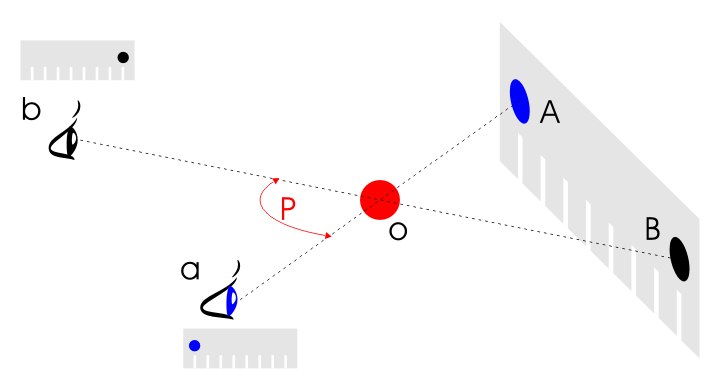
La paral·laxi: dos observadors, en A i en B, veuen O en posicions diferents respecte del fons

La paral·laxi (del mot Grec παράλλαξις, desplaçament contigu) és l'efecte del canvi de posició d'un observador respecte de l'objecte observat.
Com es pot veure en l'esquema, la posició de l'objecte observat O varia amb la posició del punt de vista, de l'observador A o del B, al projectar O contra un fons prou distant. Des d'A l'objecte observat sembla estar a l'esquerra del dibuix del fons, mentre que des de B es veu a la dreta. L'angle AOB és l'angle de paral·laxi: l'angle que comprèn el segment AB des d'O.
La paral·laxi també afecta a instruments òptics com a visors, binoculars, microscopis i càmera rèflex d'objectius bessons que veuen objectes des d'angles lleugerament diferents. Molts animals, juntament amb els humans, tenen dos ulls amb camps visuals superposats que utilitzen la paral·laxi per a obtenir percepció de profunditat; aquest procés es coneix com a estereòpsia. En visió per ordinador l'efecte s'utilitza per a la visió estereoscòpica per ordinador, i existeix un dispositiu anomenat telèmetre de paral·laxi que ho utilitza per a trobar la distància, i en algunes variacions també l'altitud a un objectiu.
Un senzill exemple quotidià de paral·laxi pot veure's en els quadres de comandament dels vehicles de motor que utilitzen un velocímetre mecànic d'agulla. Quan es mira directament des de davant, la velocitat pot ser exactament 60, però quan es mira des del seient del passatger, l'agulla pot semblar que mostra una velocitat lleugerament diferent a causa de l'angle de visió combinat amb el desplaçament de l'agulla des del pla de l'esfera numèrica.

## Percepció visual

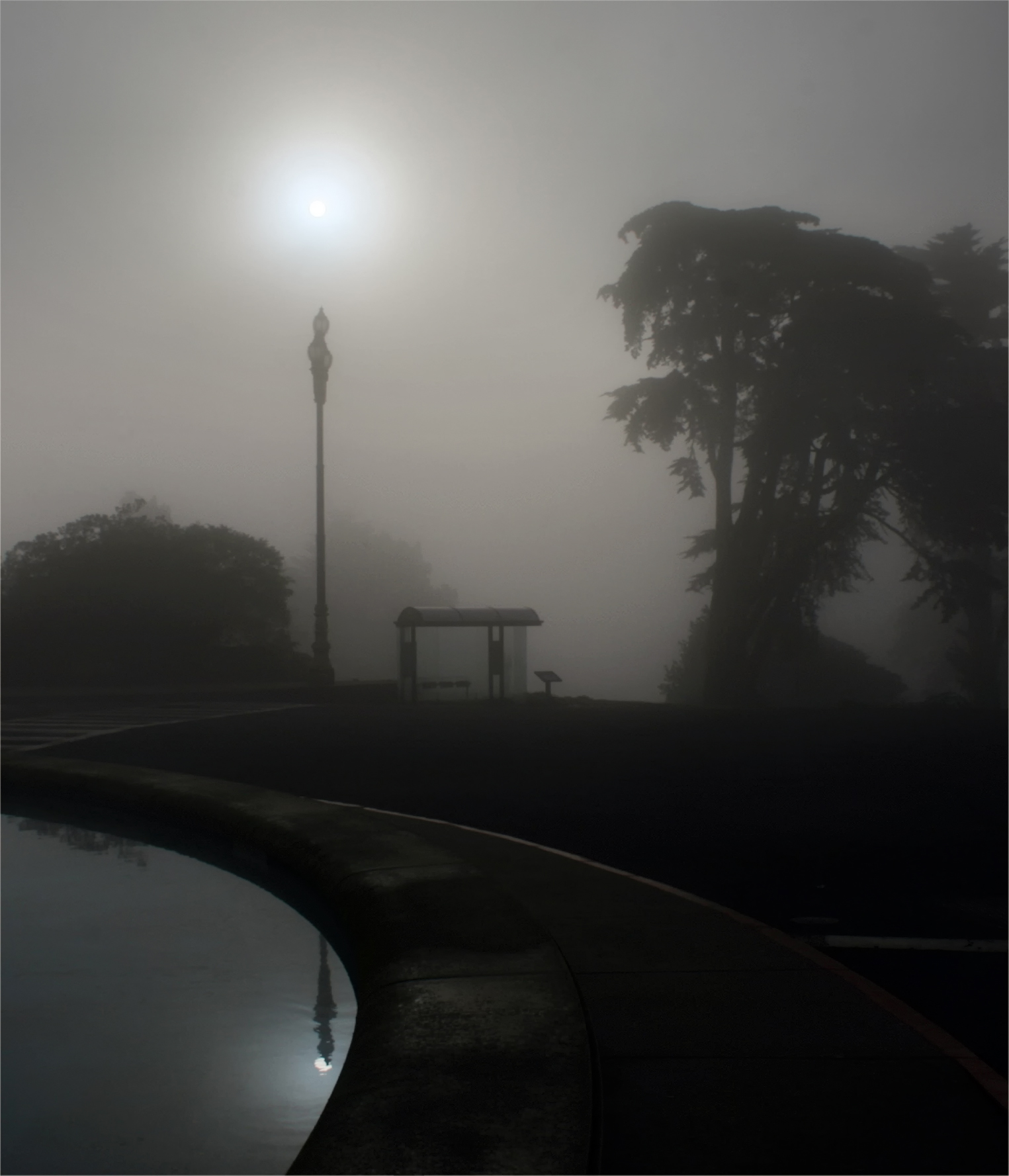
En aquesta fotografia, el Sol és visible per sobre del fanal. En el reflex sobre l'aigua, el Sol apareix alineat amb el fanal perquè la imatge virtual es forma des d'una posició de visió diferent.

Atès que els ulls dels éssers humans i altres animals es troben en diferents posicions al cap, presenten diferents vistes simultàniament. Aquesta és la base de l'estereòpsia, el procés pel qual el cervell explota la paral·laxi deguda a les diferents vistes de l'ull per a obtenir la percepció de la profunditat i estimar les distàncies als objectes.
Els animals també utilitzen la paral·laxi de moviment, en el qual els animals (o només el cap) es mouen per a obtenir diferents punts de vista. Per exemple, els coloms (els ulls dels quals no tenen camps de visió superposats i, per tant, no poden utilitzar l'estereòpsia) mouen el cap a dalt i a baix per a veure la profunditat. La paral·laxi de moviment s'explota també en l'estereoscòpia de bellugament, gràfics per ordinador que proporcionen senyals de profunditat a través de l'animació de canvi de punt de vista en lloc de a través de la visió binocular.

## Mesurament de la distància
La paral·laxi sorgeix a causa d'un canvi en el punt de vista que es produeix pel moviment de l'observador, de l'observat o de tots dos. L'essencial és el moviment relatiu. En observar la paral·laxi, mesurar angles, i utilitzant la geometria, es pot determinar la distància.
El mesurament de distàncies per paral·laxi és un cas especial del principi de triangulació, que afirma que es poden resoldre tots els costats i angles d'una xarxa de triangles si, a més de tots els angles de la xarxa, s'ha mesurat la longitud d'almenys un costat. Així, el mesurament acurat de la longitud d'una línia de base pot fixar l'escala de tota una xarxa de triangulació. En la paral·laxi, el triangle és extremadament llarg i estret, i mesurant tant el seu costat més curt (el moviment de l'observador) com el petit angle superior (sempre inferior a 1 arcsegon, deixant els altres dos prop de 90  graus), es pot determinar la longitud dels costats llargs (en la pràctica considerats iguals).
En astronomia, suposant que l'angle sigui petit, la distància a una estrella (mesura en parsecs) és la recíproca de la paral·laxi (mesura en arc segons): {\displaystyle d(\mathrm {pc} )=1/p(\mathrm {arcsec} ).} Per exemple, la distància a Pròxima Centauri és 1/0,7687 = 1.3009 parsecs (4,243 anys llum).

Teoria de paral·laxi per a trobar distàncies navals.

A la Terra, es pot utilitzar un telèmetre de coincidència o telèmetre de paral·laxi per a trobar la distància a un objectiu.
En topografia, el problema de resecció explora les mesures angulars des d'una línia de base coneguda per a determinar les coordenades d'un punt desconegut.

## Paral·laxi en astronomia

Un estel proper sembla que canviï de posició respecte als estels llunyans, segons el recorregut de la Terra per la seva òrbita.

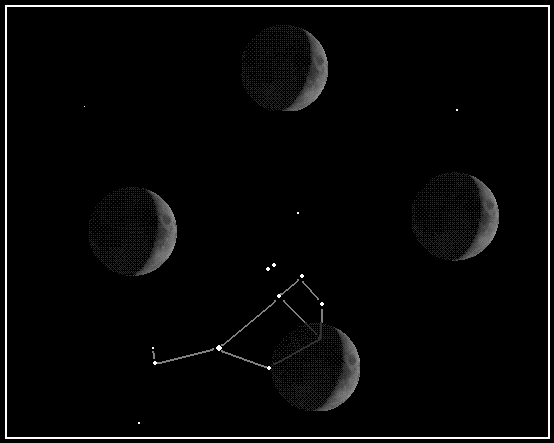
Posició de la Lluna vista al mateix instant des de quatre llocs diferents de la Terra. Des del pol sud es veu la Lluna superior, des del pol nord la inferior, des de la longitud 0 de l'equador la de l'esquerra i des de la longitud 180 la de la dreta.

En astronomia es defineixen diversos tipus de paral·laxi:
La paral·laxi és l'angle format per dues rectes que uneixen el centre de l'astre observat i els dos extrems d'un segment anomenat longitud de base, degut al desplaçament de l'observador a conseqüència del moviment de la Terra.

El parsec és un cas particular de paral·laxi trigonomètrica. P dista un parsec (pc) de la Terra perquè des d'allà l'angle abraçat pel radi de l'òrbita terrestre (1 Unitat Astronòmica o UA) és d'un segon d'arc (1 ")

Paral·laxi anual: és el màxim valor aparent que pot adquirir la posició d'una estrella donada en el transcurs d'un any a causa de la posició variable de la Terra en la seva òrbita al voltant del Sol i que correspondrà al moment en la longitud eclíptica de l'estrella, que és sempre constant, difereixi 90° de la longitud eclíptica de la Terra, que varia constantment.
Bessel va ser el primer a determinar la paral·laxi d'una estrella, concretament l'estrella 61 Cygni, en la constel·lació del Cigne, l'any 1838. Dos anys després, el 1840,  Struve aconsegueix mesurar la paral·laxi de Vega a la constel·lació de Lyra.
Les paral·laxis estel·lars estan per sota del segon d'arc. El sistema estel·lar més proper a la Terra és Alfa Centauri, un sistema format per tres estrelles. La més propera d'elles, Pròxima Centauri, té una paral·laxi de 0 "765, corresponent a 1,31  pc, o 4,3 anys llum.
A major distància, menor paral·laxi, i els errors comesos es van fent més i més significatius, de manera que a partir de l00 anys llum ja no és fiable la paral·laxi anual trigonomètrica per determinar distàncies estel·lars.
Paral·laxi geocèntrica: Diferència entre la direcció d'un astre, vist des d'un punt de la superfície de la Terra (topocèntric) i la mateixa direcció d'aquest astre vist des del centre de la Terra (geocèntric). També és coneguda com a paral·laxi diürna.
Paral·laxi horitzontal: És l'angle sota el qual es veuria el radi de la Terra des d'un astre quan aquest es troba en l'horitzó. Si l'observador se situa a l'equador, llavors aquesta paral·laxi rep el nom especial deparal·laxi horitzontal equatorial. El valor és màxim a l'equador de la Terra i varia amb la latitud, en no ser la Terra completament esfèrica.
Paral·laxi trigonomètrica: És l'angle sota el qual es veu el radi de l'òrbita de la Terra, des d'una estrella a una distància normalitzada d'una unitat astronòmica. S'expressa en segons d'arc. La distància a l'estrella és l'invers de la paral·laxi trigonomètrica expressada en parsec, és a dir que quan es diu que la paral·laxi d'Antares és de 0 "019, vol dir que es troba a 52,632 parsec o 171,66 anys llum.
Paral·laxi solar: Angle sota el qual es veu el radi equatorial de la Terra des del centre del Sol Val 8,794148 ".
Paral·laxi lunar: Angle sota el qual es veu el radi equatorial de la Terra des del centre de la Lluna. Val 57 '02,608 ".

## La paral·laxi en fotografia
En fotografia la paral·laxi determina que l'objecte captat pel fotògraf a través del visor no coincideix amb la imatge capturada a través de l'objectiu de la càmera. Aquest desplaçament per paral·laxi pot ser vertical, horitzontal o ambdós alhora.

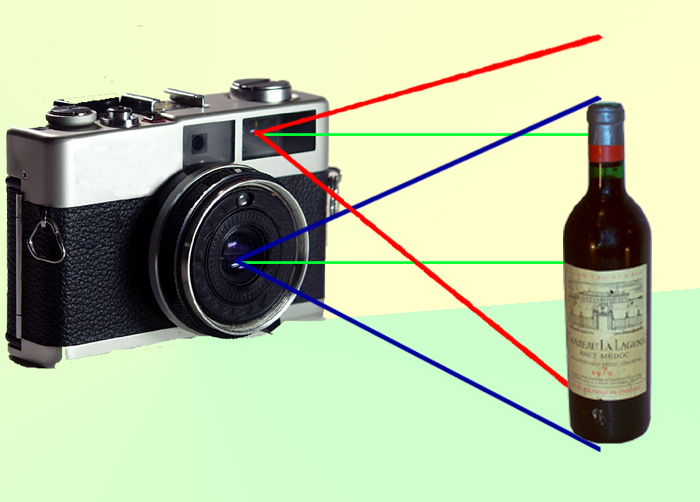
Esquema de l'error de paral·laxi en fotografia. La línia vermella reflecteix el camp visual que capta el visor. La blava la de l'objectiu. La verda són els eixos, que són paral·lels.

En aquest sentit, l'error de paral·laxi es produeix quan s'utilitza un visor que no està muntat en el mateix eix que l'objectiu. És a dir, el visor no previsualitza la pròpia imatge que li ofereix l'objectiu. En aquestes càmeres, l'ull veu el subjecte o l'objecte que vol fotografiar a través d'una òptica diferent (el visor o una segons lent) que aquella a través de la qual es pren realment la fotografia; el visor està desplaçat respecte a l'objectiu, per tant, la imatge que ofereix el visualitzador no és exactament la mateixa que es plasmarà en la pel·lícula (la que capta l'objectiu), sinó que estarà mínimament desplaçada bé en el seu eix horitzontal, bé en el seu eix vertical, o en ambdós. Com el visor es troba sovint damunt la lent de la càmera, l'enquadrament de les fotografies resultants amb l'error de paral·laxi sol ser lleugerament més baix del previst; és un exemple clàssic la imatge d'una persona amb el cap tallat, degut a un mal càlcul en l'enquadrament, sense tenir en compte aquest error.
L'error de paral·laxi es dona en les càmeres compactes, en què hi ha un visor independent de l'objectiu per a enquadrar la imatge abans de prendre-la. Aquest error també es dona a les Càmeres telemètriques. Aquest problema es pot solucionar amb una càmera rèflex, on el que es veu pel visor es correspon amb el que es veu per la lent, sent aquesta la imatge que quedarà impressionada al negatiu (o al sensor); això s'aconsegueix amb l'ajuda d'un sistema de miralls anomenat Pentaprisma, eliminant així l'error de paral·laxi i permetent que el fotògraf observi la imatge final a través de l'objectiu.
Aquest tipus d'error també afecta l'ull humà; en cas de no estar a l'altura de l'objecte observat, es poden percebre falses imatges. En els laboratoris, cal tenir en compte aquest error, ja que a l'omplir provetes o altres envasos aforats, si no s'observen des de l'alçada correcta, s'aprecien malament les quantitats de material, amb els consegüents errors en els càlculs. Per tal d'evitar l'error de paral·laxi, algunes càmeres tenen dibuixat un petit marc al visor, indicant el que no es veurà.
La paral·laxi és més gran com més a prop es troba l'objecte que es vol fotografiar, mentre que a partir de diversos metres l'efecte es fa insignificant. Per aquesta raó, en enquadrar la imatge d'una foto d'una cosa que és a prop, cal tenir en compte la paral·laxi, per tal d'evitar que una part de la imatge quedi tallada en la fotografia. La millor precaució consisteix a enquadrar la fotografia amb un marge addicional en tots els costats.

## Metrologia

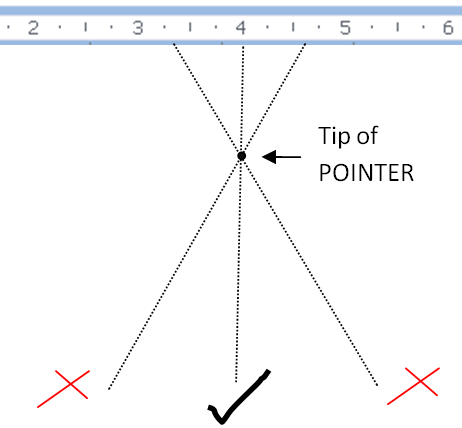
És necessari utilitzar la línia de visió correcta per a evitar l'error de paral·laxi.

Els mesuraments realitzats veient la posició d'algun marcador en relació amb alguna cosa a mesurar estan subjectes a error de paral·laxi si el marcador està a una certa distància de l'objecte de mesurament i no es veu des de la posició correcta. Per exemple, si es mesura la distància entre dues marques en una línia amb una regla marcada en la seva superfície superior, el gruix de la regla separarà les seves marques de les marques. Si es mira des d'una posició no exactament perpendicular a la regla, la posició aparent es desplaçarà i la lectura serà menys precisa del que la regla és capaç.
Un error similar ocorre quan es llegeix la posició d'un punter contra una escala en un instrument com un multímetre analògic. Per a ajudar l'usuari a evitar aquest problema, l'escala s'imprimeix a vegades sobre una estreta franja de mirall, i l'ull de l'usuari es col·loca de manera que el punter oculti el seu reflex, garantint que la línia de visió de l'usuari sigui perpendicular al mirall i, per tant, a l'escala. El mateix efecte altera la velocitat llegida en el velocímetre d'un cotxe per un conductor situat davant i un passatger situat a un costat, els valors llegits en un gratícula, no en contacte real amb la pantalla d'un oscil·loscopi, etc.

## Mirall de paral·laxi
En dispositius de mesurament analògics (que usaven una agulla o maneta) es col·locava un mirall de paral·laxi en forma de segment de corona circular intercalat en el quadrant de valors. Per a la correcta lectura l'agulla havia d'ocultar el seu propi reflex (l'observació s'efectuava tancant un ull).